# Sajó

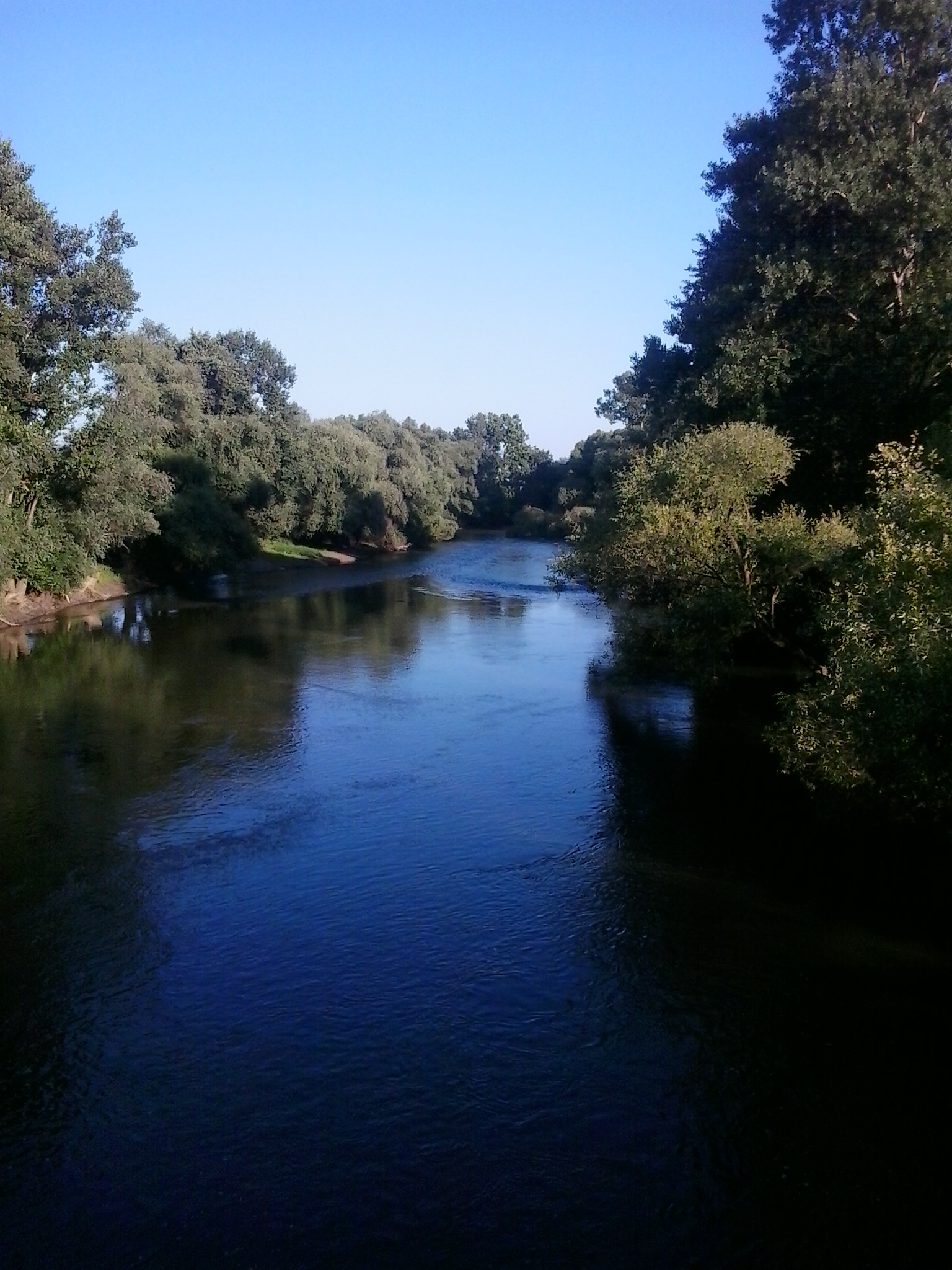
Sajó mellan Sajóvámos och Szirmabesenyő i Ungern.

Sajó (slovakiska: Slaná) är en flod i Slovakien och Ungern. Floden är 229 kilometer lång och 110 kilometer av dessa är i Slovakien. Källan för floden är i Nedre Tatrabergen, nära Dobšiná. Floden flyter genom den slovakiska staden Rožňava och den ungerska Miskolc. I Ungern flyter den genom provinsen Borsod-Abaúj-Zemplén. I närheten av staden Tiszaújváros flyter Sajó in i floden Tisza.